# Charles Dumont de Sainte-Croix taxonjai

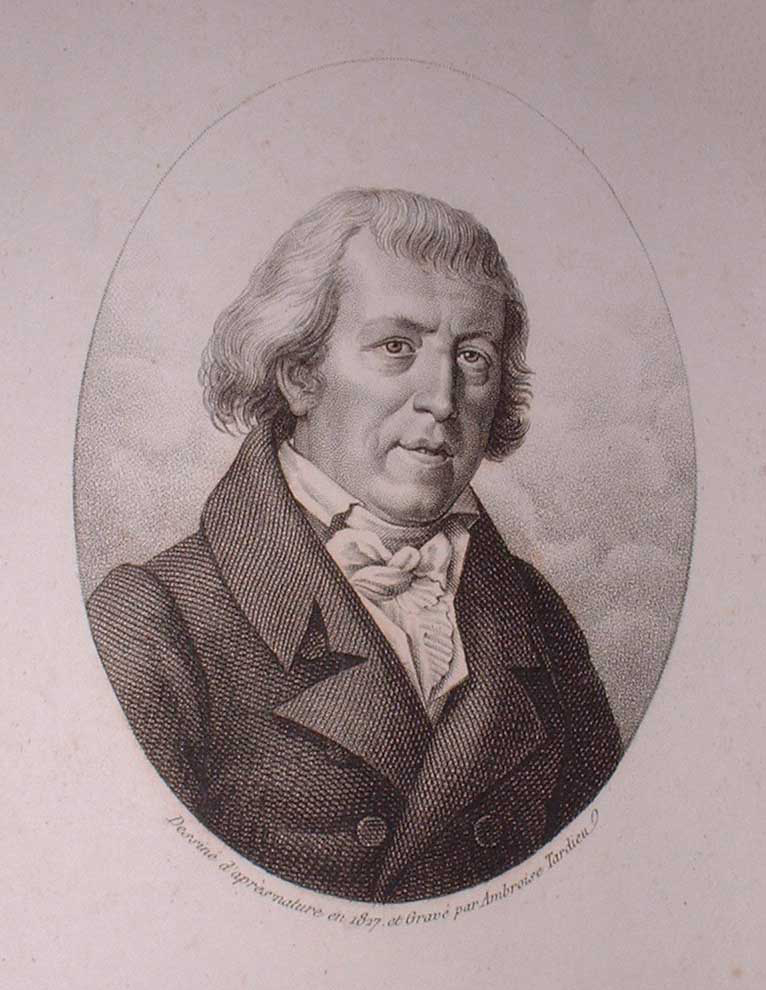
Charles Dumont de Sainte-Croix

Ezen a listán azok a taxon nevek szerepelnek, amelyeket Charles Dumont de Sainte-Croix (1758 – 1830) alkotott. Azok a taxon nevek, amelyek nincsenek belinkelve, manapság csak szinonimaként használtak (az alábbi lista nem teljes):

## Tyúkalakúak
- narancssárgalábú ásótyúk (Megapodius reinwardt) Dumont, 1823

## Sarlósfecske-alakúak
- fűrészescsőrű remetekolibri (Ramphodon naevius) (Dumont, 1818)
- Trochilus naevius Dumont, 1818 - fűrészescsőrű remetekolibri

## Kakukkalakúak
- Dasylophus superciliosus (Dumont, 1823)
- Phaenicophaeus superciliosus Dumont, 1823 - Dasylophus superciliosus

## Vágómadár-alakúak
- háromszínű kakukkhéja (Aviceda leuphotes) (Dumont, 1820)
- Falco leuphotes Dumont, 1820 - háromszínű kakukkhéja

## Harkályalakúak
- Capito auratus (Dumont, 1816)
- Bucco auratus Dumont, 1816 - Capito auratus
- Lybius torquatus (Dumont, 1816)
- Bucco torquatus Dumont, 1816 - Lybius torquatus
- piroshomlokú bádogosmadár (Pogoniulus pusillus) (Dumont, 1816)
- Bucco pusillus Dumont, 1816 - piroshomlokú bádogosmadár

## Verébalakúak
- Amytornis textilis (Dumont, 1823)
- Malurus textilis Dumont, 1823 - Amytornis textilis
- fehérszárnyú tündérmadár (Malurus leucopterus) Dumont, 1824
- Malurus leucopterus leucopterus Dumont, 1824
- hosszúfarkú rigótimália (Turdoides caudata) (Dumont, 1823)
- Cossyphus caudatus Dumont, 1823 - hosszúfarkú rigótimália
- Turdoides caudata caudata (Dumont, 1823)[4]
- csíkos rigótimália (Turdoides striata) (Dumont, 1823)
- Cossyphus striatus Dumont, 1823 - csíkos rigótimália
- özvegy billegető (Motacilla aguimp) Dumont, 1821